# Rudnycia (stacja kolejowa)
Rudnycia (ukr. Рудниця) – stacja kolejowa w miejscowości Rudnycia, w rejonie tulczyńskim, w obwodzie winnickim, na Ukrainie. Stacja linii szerokotorowej Żmerynka – Odessa i stacja początkowa linii wąskotorowej Rudnycia – Hajworon – Hołowaniwsk.

## Historia
Stacja powstała w XIX w. na kolei odesko-kijowskiej, pomiędzy stacjami Popeluchy i Krzyżopol.

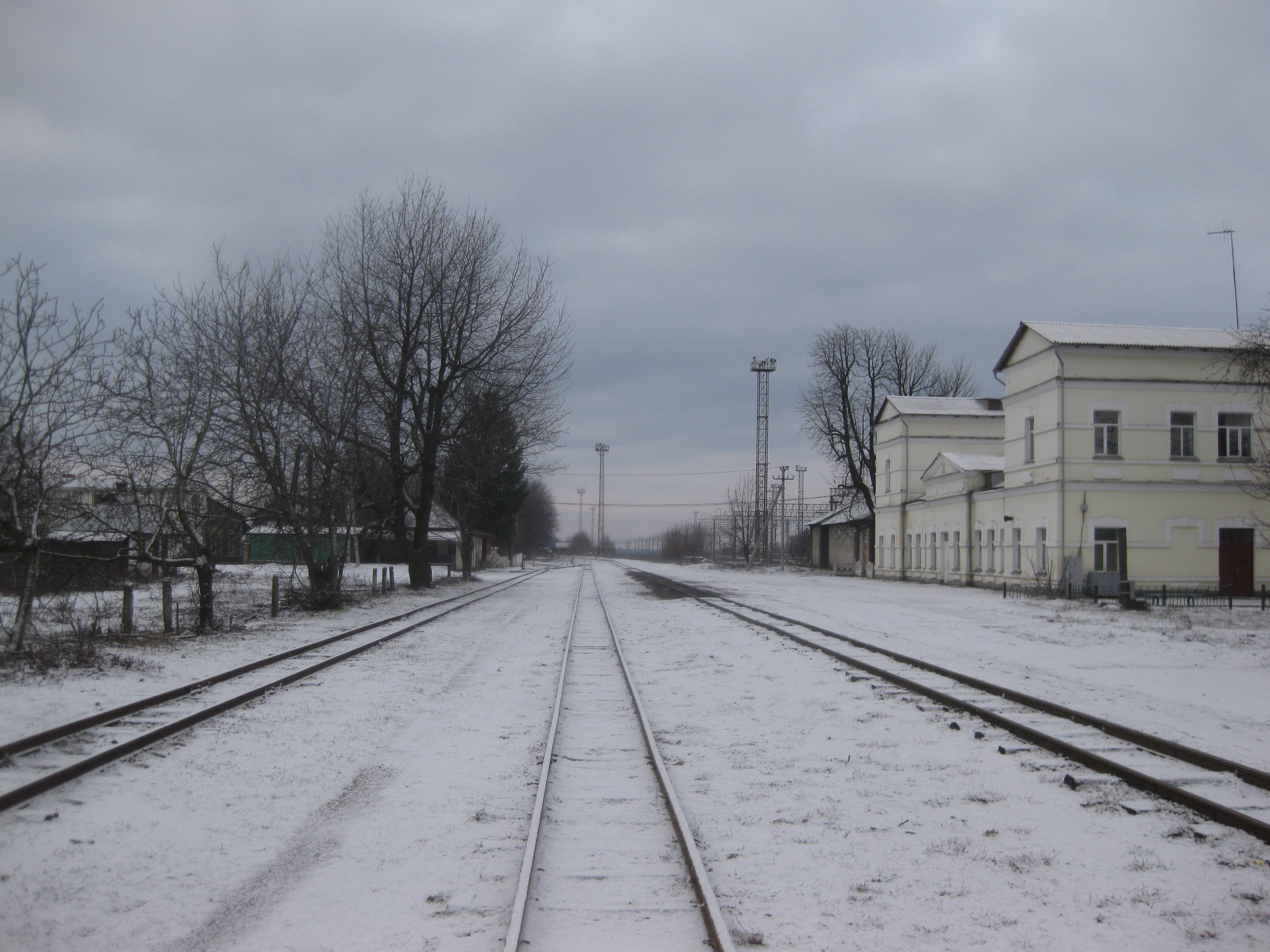
strona wąskotorowa; widok w kierunku końca linii